# Antoine Deval
Pour les articles homonymes, voir Deval.
 (juin 2024).
La mise en forme du texte ne suit pas les recommandations de Wikipédia : il faut le « wikifier ».
Les points d'amélioration suivants sont les cas les plus fréquents :
- Les titres sont pré-formatés par le logiciel. Ils ne sont ni en capitales, ni en gras.
- Le texte ne doit pas être écrit en capitales (les noms de famille non plus), ni en gras, ni en italique, ni en « petit »…
- Le gras n'est utilisé que pour surligner le titre de l'article dans l'introduction, une seule fois.
- L'italique est rarement utilisé : mots en langue étrangère, titres d'œuvres, noms de bateaux, etc.
- Les citations ne sont pas en italique mais en corps de texte normal. Elles sont entourées par des guillemets français : « et ».
- Les listes à puces sont à éviter, des paragraphes rédigés étant largement préférés. Les tableaux sont à réserver à la présentation de données structurées (résultats, etc.).
- Les appels de note de bas de page (petits chiffres en exposant, introduits par l'outil «  Source ») sont à placer entre la fin de phrase et le point final[comme ça].
- Les liens internes (vers d'autres articles de Wikipédia) sont à choisir avec parcimonie. Créez des liens vers des articles approfondissant le sujet. Les termes génériques sans rapport avec le sujet sont à éviter, ainsi que les répétitions de liens vers un même terme.
- Les liens externes sont à placer uniquement dans une section « Liens externes », à la fin de l'article. Ces liens sont à choisir avec parcimonie suivant les règles définies. Si un lien sert de source à l'article, son insertion dans le texte est à faire par les notes de bas de page.
- La présentation des références doit suivre les conventions bibliographiques. Il est recommandé d'utiliser les modèles {{Ouvrage}}, {{Chapitre}}, {{Article}}, {{Lien web}} et/ou {{Bibliographie}}. Le mode d'édition visuel peut mettre en forme automatiquement les références.
- Insérer une infobox (cadre d'informations à droite) n'est pas obligatoire pour parachever la mise en page.

Pour une aide détaillée, merci de consulter Aide:Wikification.
Si vous pensez que ces points ont été résolus, vous pouvez retirer ce bandeau et améliorer la mise en forme d'un autre article.
 (juin 2024).
Si vous disposez d'ouvrages ou d'articles de référence ou si vous connaissez des sites web de qualité traitant du thème abordé ici, merci de compléter l'article en donnant les références utiles à sa vérifiabilité et en les liant à la section « Notes et références ».
Antoine Deval est un architecte français né à Clermont-Ferrand en 1741 et mort dans la même ville en 1808. Plusieurs ouvrages d'Antoine Deval sont aujourd'hui classés monuments historiques.

## Biographie

### Famille
Antoine Deval est le fils de Blaise Deval, maître tailleur d'habits, et de Thérèse Giron. Son frère Philippe est également tailleur d'habits et son frère Jean Baptiste est marchand horloger.
Il s'est marié le  8 février 1766 avec Marie-Antoinette (ou Anne-Henriette) Langlois. Ils ont eu au moins trois enfants : Thérèse, née le dimanche 11 décembre 1768, puis Marie Henriette, puis Françoise. 
L'architecte Aymon Mallay (Armand Gilbert Mallay) (1805-1883) est le mari de sa petite-fille Marie Thérèse Henriette Moranges (1799-1865), fille de Thérèse.
L'architecte Jean-Baptiste Émile Mallay (1830-1894), fils de Aymon Mallay, est son arrière-petit-fils.

### Architecture
Son activité principale s'est exercée en Auvergne, à partir de 1762, sous l'intendance du fastueux Charles-Antoine-Claude de Chazerat.
Antoine Deval devint architecte de la ville de Clermont-Ferrand le 17 novembre 1780. Il a été prorogé dans ses fonctions d architecte de la ville le 10 octobre 1805. Il recevait 600 francs d'appointements par année. 
Il n’appartenait pas à l’Académie royale d’architecture.

### Sauvetage de la cathédrale de Clermont
En 1794, avec l'ancien bénédictin Michel Verdier-Latour, il a sauvé la cathédrale de Clermont de la destruction. le 13 février 1794, « les deux humbles citoyens firent entendre à la foule, qu'il serait facile de détruire ce monument, mais qu'on ne saurait que faire des matériaux, qu'au surplus, la nef de l'église était très utile pour les réunions publiques ».

## Ouvrages principaux

### Refuge de Clermont
Construction de 1765 à 1767 ; architecte probable Antoine Deval
- Hôtel-Dieu de Clermont-Ferrand

Le Refuge a été détruit à la fin des années 2010.

### Hôtel de Chazerat
Antoine Deval fut le dernier architecte de l'hôtel de Chazerat, succédant à Pierre Peyrat, Ricart et Gilbert Fournier.

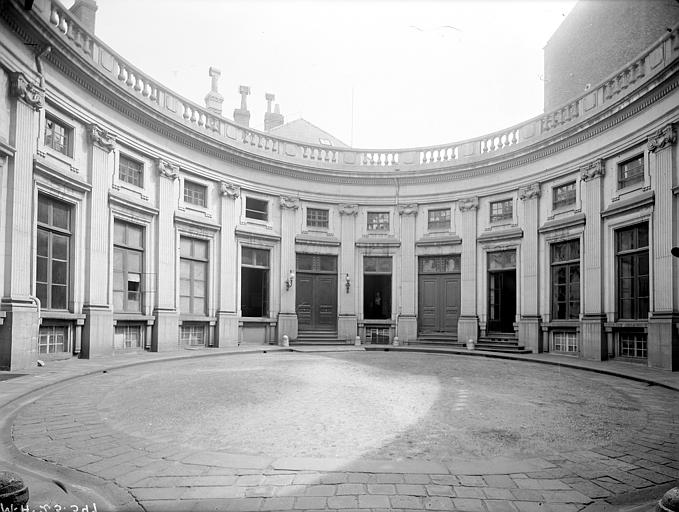
Hôtel de Chazerat, cour.
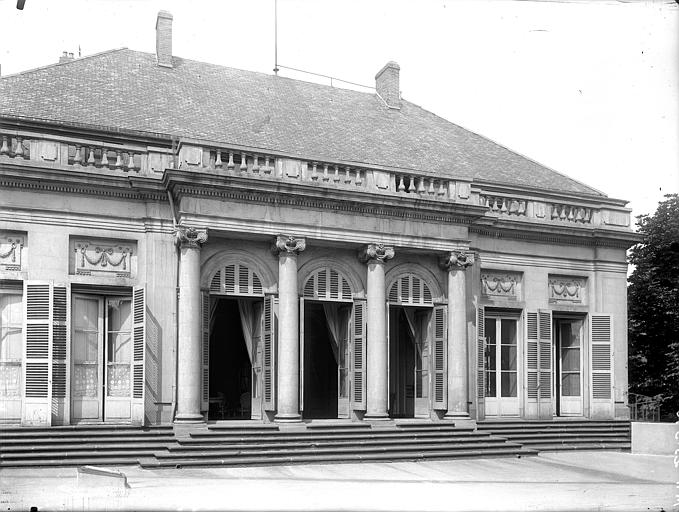
Hôtel de Chazerat, façade sur le jardin.
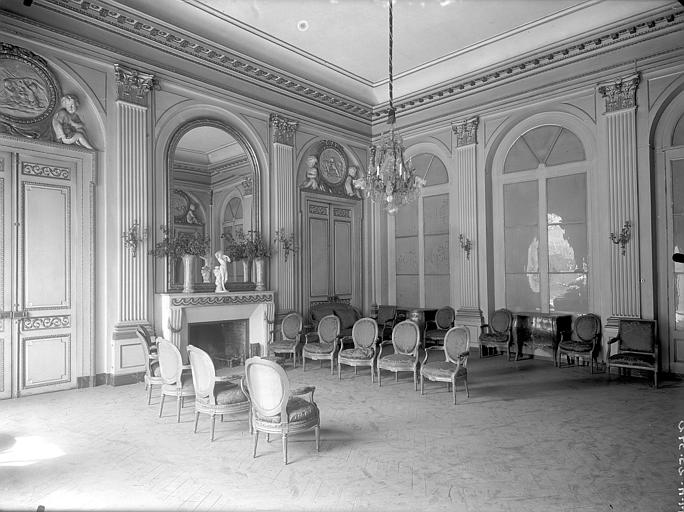
Hôtel de Chazerat, salon.

### Comédie de Riom
(1768-1773)
La première représentation a eu lieu le 30 décembre
1773. Il reste aujourd'hui une façade donnant rue Hellénie.
Dans le Journal d’Antoine Messeix [bourgeois de Riom], publié dans L’Auvergne historique, littéraire et artistique (Clermont-Ferrand, 1806), on peut lire : « Le 30 décembre 1773, la salle de spectacle étant parachevée, les comédiens donnèrent la première représentation à laquelle M. et Mme l’Intendant assistèrent. Il y eut illumination à la porte de la salle, à la sortie, plusieurs trompettes et tambours, placés sur le balcon, jouèrent des chamades. M. l’Intendant donna à souper à plusieurs personnes, puis il y eut bal ». Le bâtiment est encore augmenté et embelli jusqu’en 1779. Le théâtre peut accueillir environ 500 personnes, dont 300 au parterre. Entre décembre 1778 et juin 1789, 553 représentations y sont données (concerts, spectacles de sauteurs, comédies).

### Prieuré Sainte-Croix de Lavoûte-Chilhac
(1778-1788)
Le prieuré de Lavoûte-Chilhac est classé monument historique.

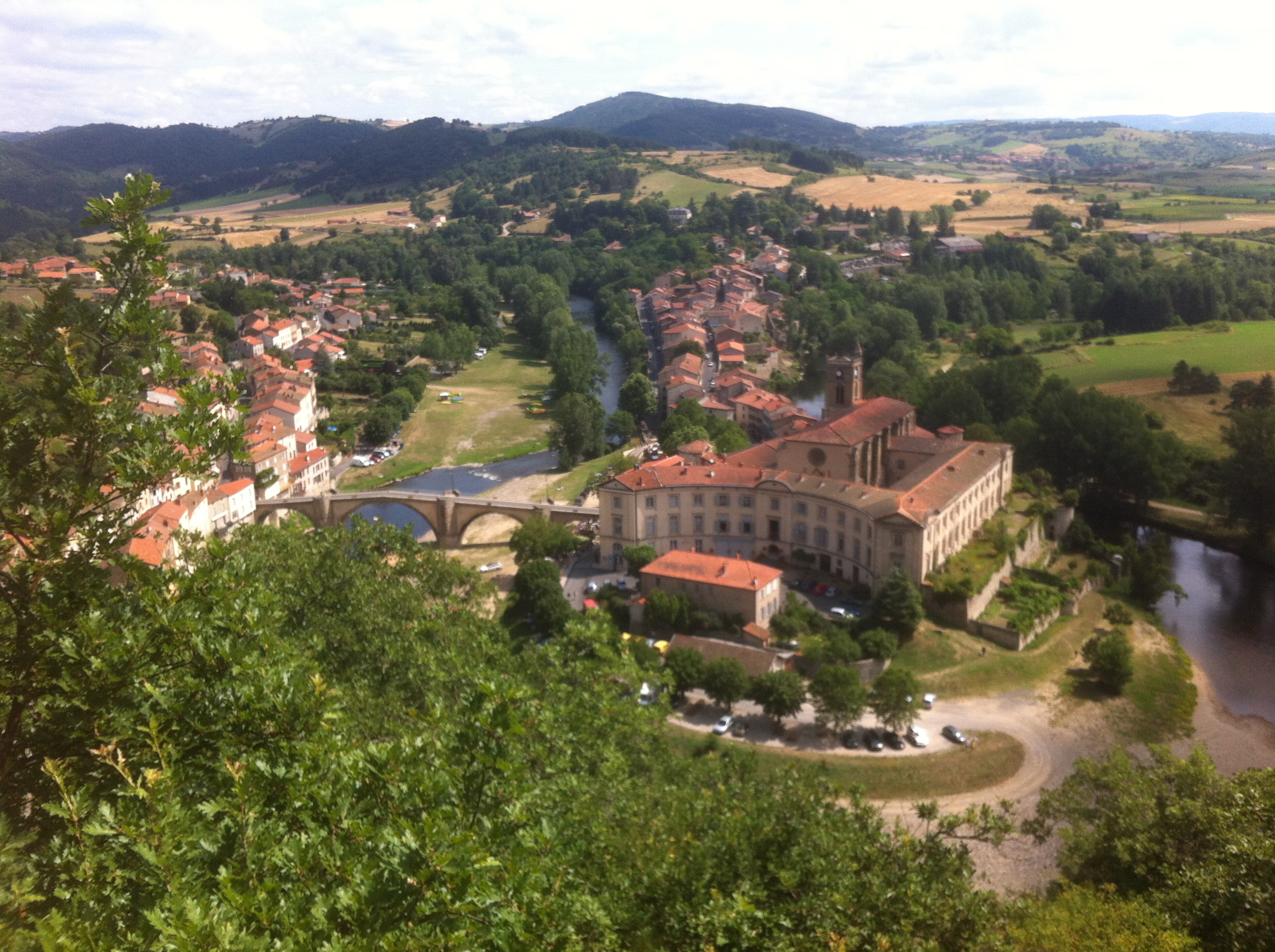
Prieuré de Lavoûte-Chilhac, vue générale des bâtiments dans leur environnement depuis le sud-ouest.
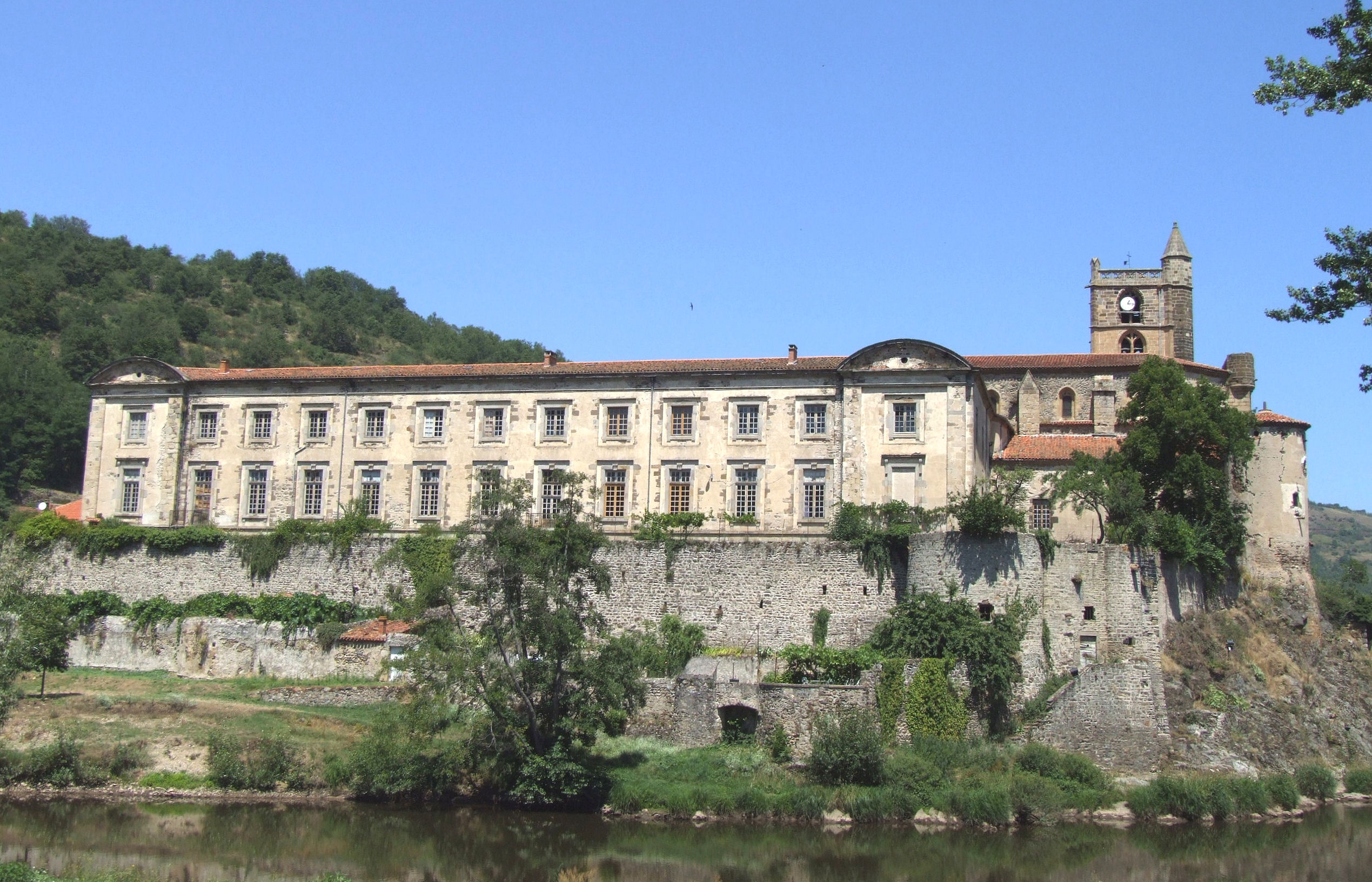
Prieuré de Lavoûte-Chilhac, vue générale des bâtiments dans leur environnement depuis le sud.

### Rue Neuve (rue du Onze-Novembre) à Clermont (1781)

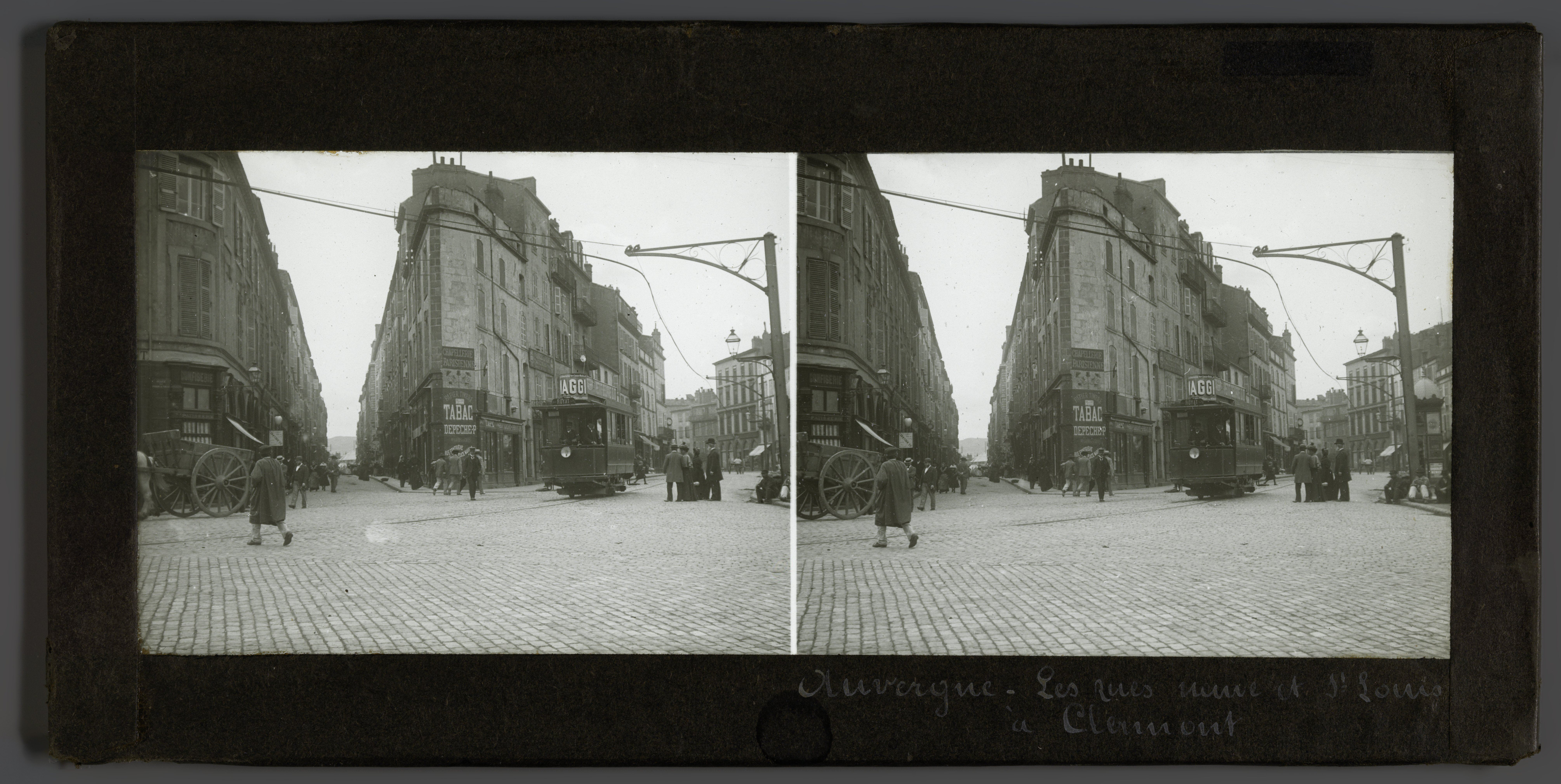
Rue Neuve (rue du Onze-Novembre) et Saint Louis (avenue des États-Unis) à Clermont.

### Hôtel Grimardias
L'hôtel Grimardias, également dénommé hôtel Dumas de Vault est situé sur la commune de Maringues, dans le département du Puy-de-Dôme. L'hôtel est inscrit au titre des monuments historiques.

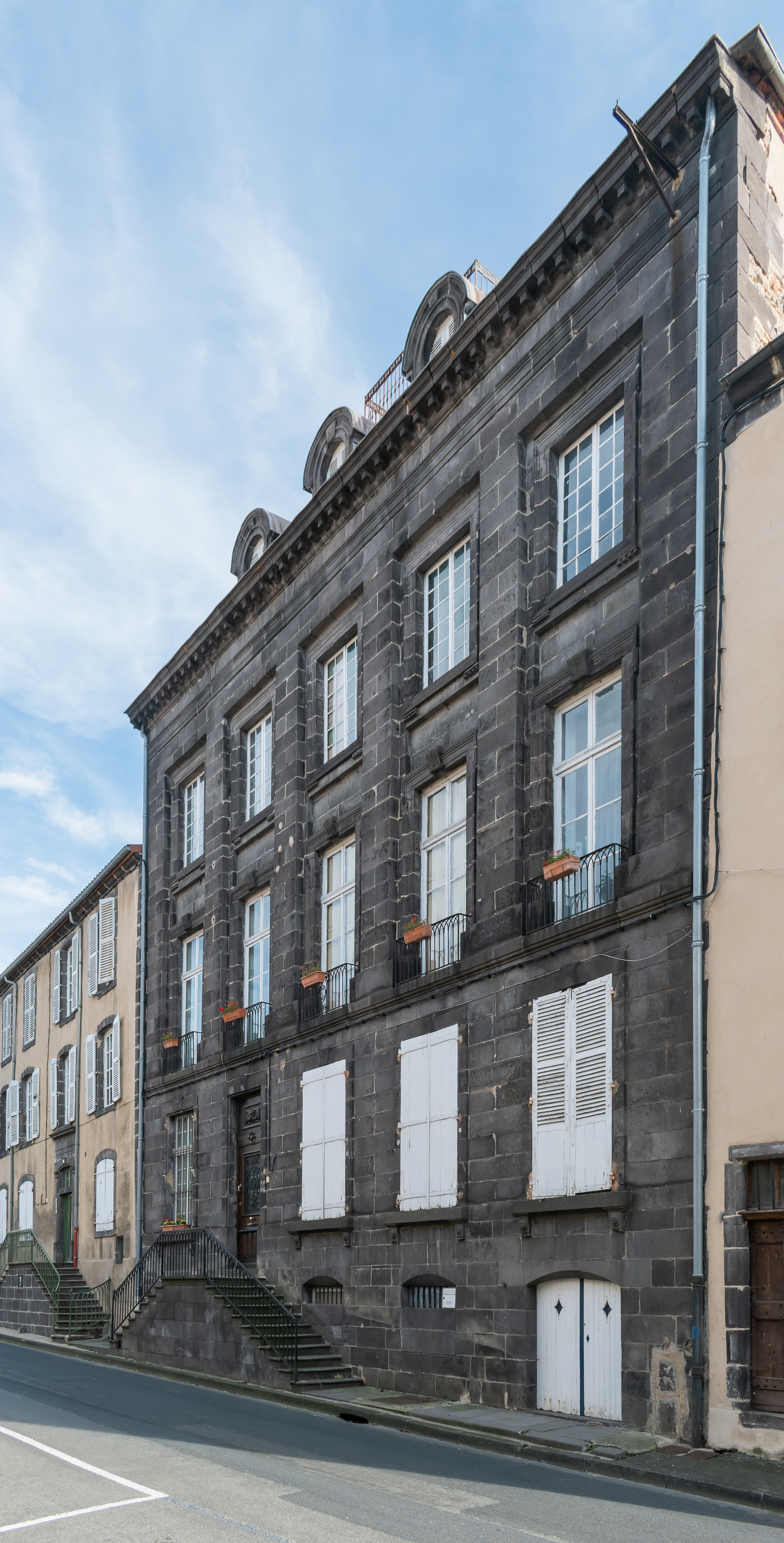
Façade de l'hôtel Grimardias.
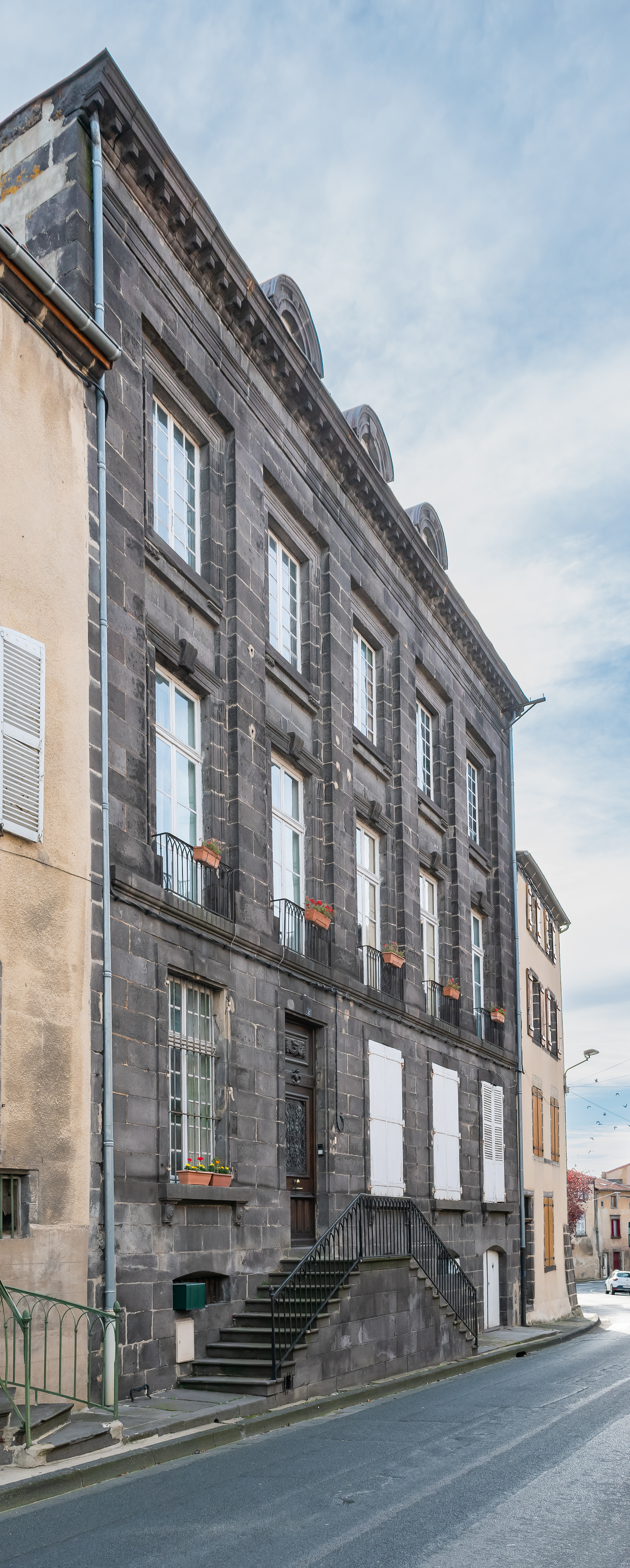
Façade de l'hôtel Grimardias.

### Place Saint-Genès (place Hippolyte-Renoux) à Clermont
Saint-Symphorien, plus tard Saint-Genès (1796)
Hippolyte Renoux halle
Des surélévations ont malencontreusement rompu l'esthétique des parties hautes.

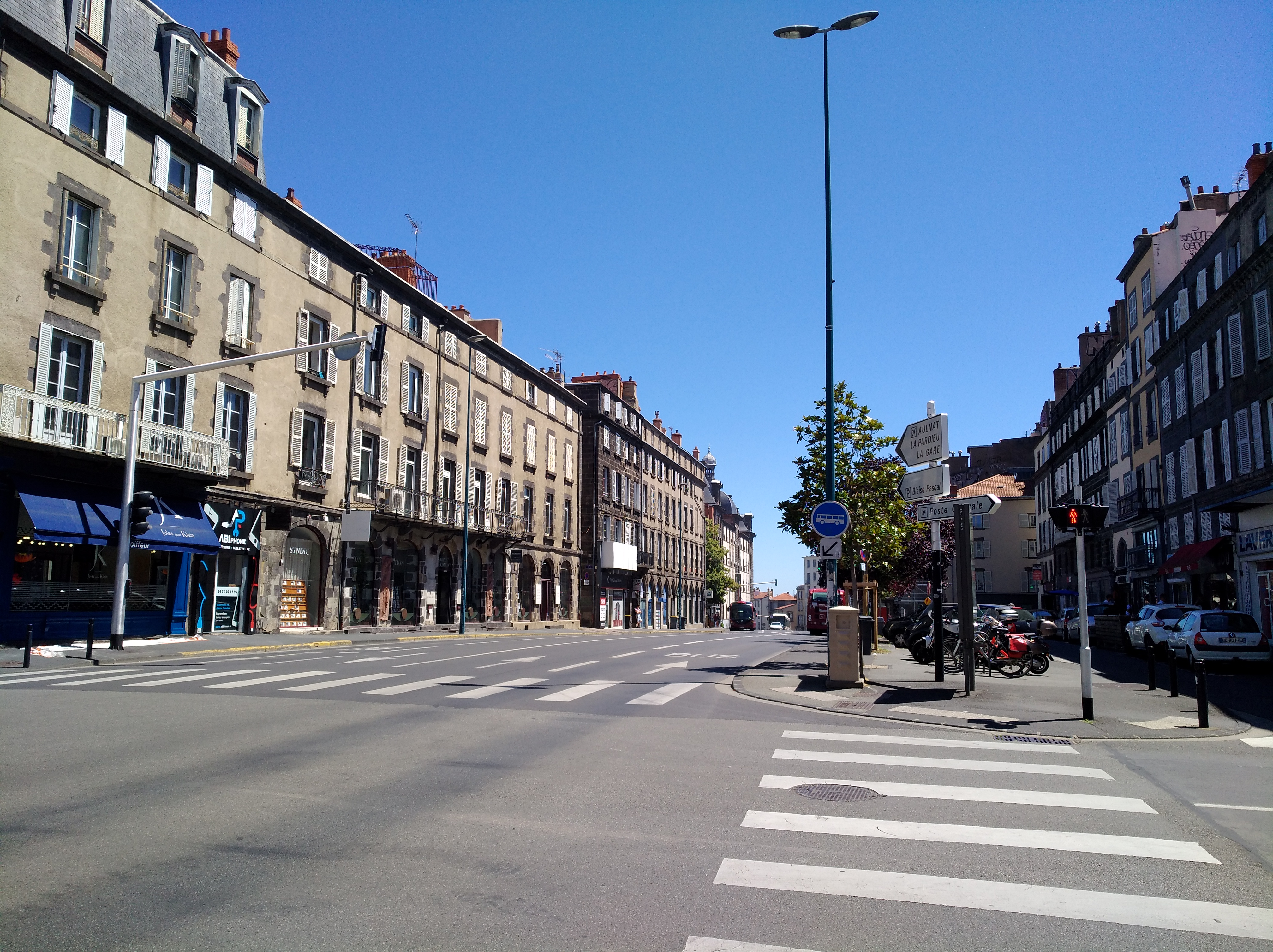
Place Saint-Genès (place Hippolyte-Renoux), vue depuis le sud-ouest.
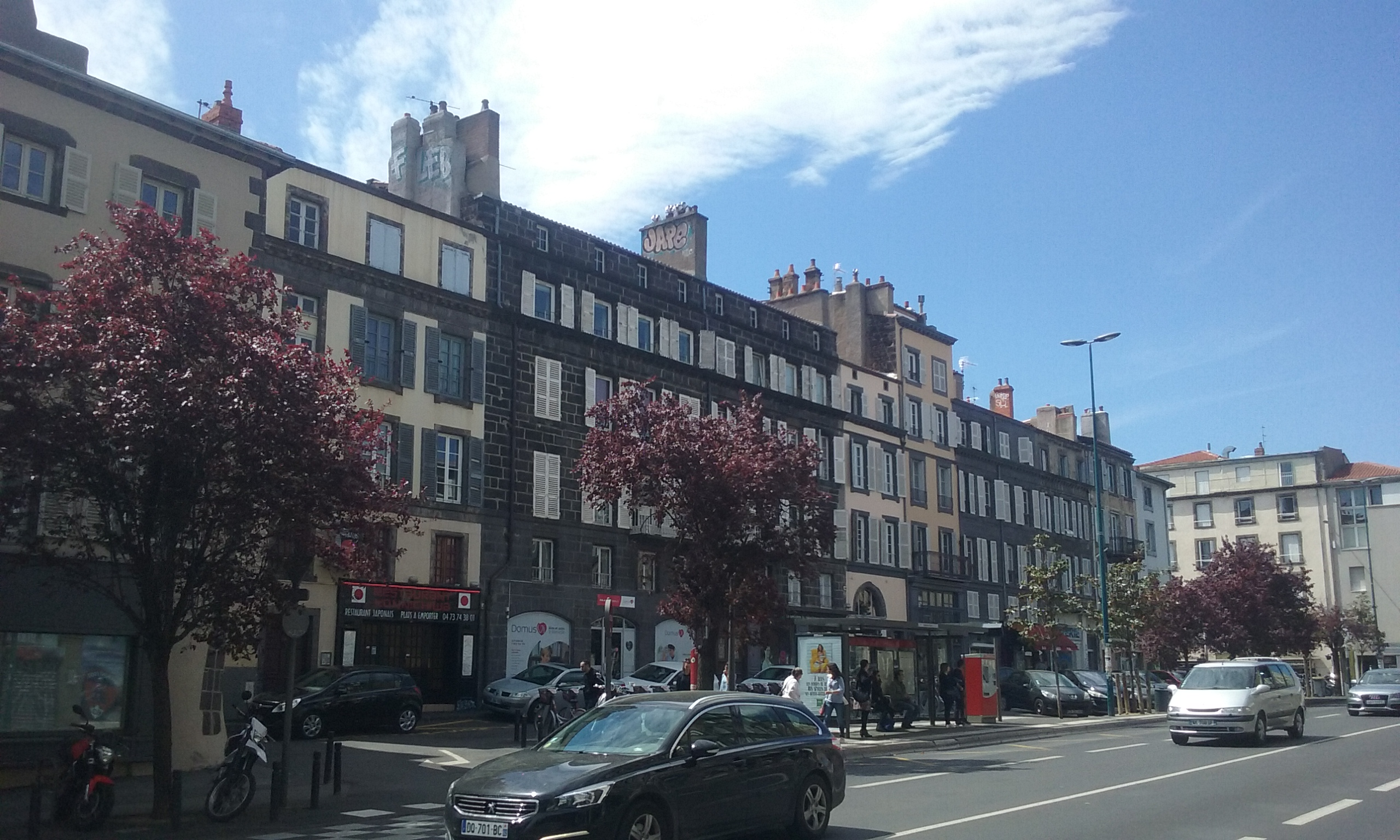
Place Saint-Genès (place Hippolyte-Renoux), vue depuis le nord-est.

### Théâtre de Clermont
Détruit, 1799-1806.
La première représentation eut lieu le 15 août 1807.

## Projets
- Prisons de Montferrand (1774)
- Prisons de Clermont (1775)
- Juridiction consulaire de Clermont (1775)
- Hôpital des Enfants-Trouvés de Clermont (1775)
- Pans, façades et coupes d'un pont à construire sur le ruisseau d'Aubière (1780)
- Rue Neuve (rue du Onze-Novembre) à Clermont (1781)
- Projet pour les Bughes (1793)
- Plan d’ensemble de la ville de Clermont (1794, en collaboration avec l’architecte Joseph Laurent)

## Constructions et travaux
- Château de Ligones (à partir de 1760, détruit)
- Hôtel de Chazerat (1765-1768)
- Comédie de Riom (1768-1773)
- Collège de médecine de Clermont (détruit, 1770 et début XIXe siècle)
- Château de Mirabel, à Riom (1772-1775)
- Prieuré de Lavoûte-Chilhac (1778-1788)
- Rue Neuve (rue du Onze-Novembre) à Clermont (1780-1782)
- Pavillon de Bellevue, à Chamalières (1782)
- Refuge de Clermont (détruit, 1784)
- Dépôt de mendicité de Clermont (détruit, 1785)
- Rue Neuve-des-Carmes à Clermont (1795-1797)
- Place Saint-Genès (place Hippolyte-Renoux) à Clermont (1796)
- Dégagements des abords de la cathédrale de Clermont (1797-1805)
- Théâtre de Clermont (détruit, 1799-1806)
- Alignement de la place de Jaude (1800-1801, en collaboration avec l’architecte Joseph Laurent)
- Transfert de la fontaine d'Amboise, à Clermont (1804-1805)

## Attributions

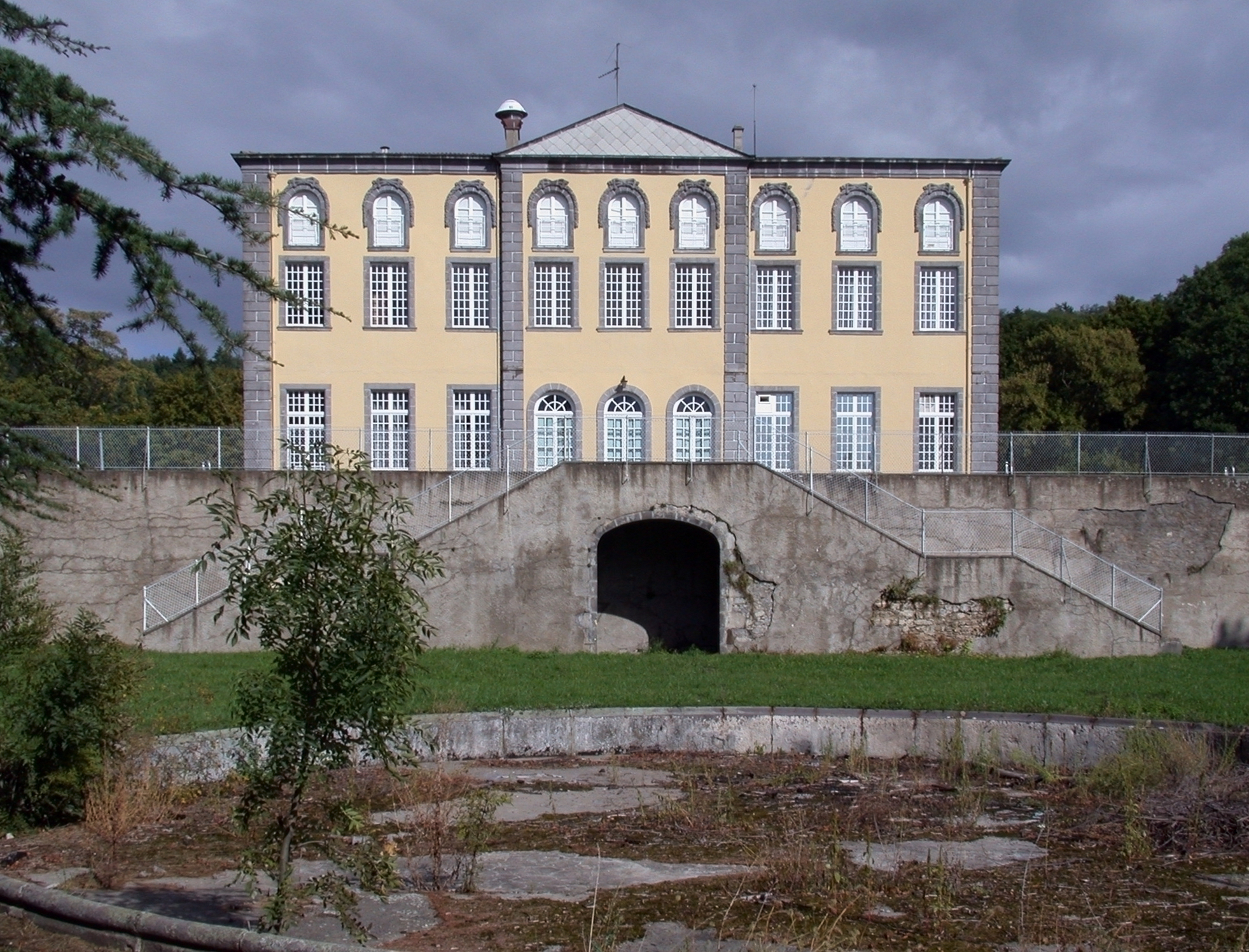
Château de Chalendrat, à Mirefleurs

- Hôtel au 8, rue Savaron à Clermont (vers 1760)
- Hôtel au 15, rue Massillon à Clermont (vers 1760-1780)
- Hôtel pour l’abbé de La Villéon à Paris (détruit, 1769)
- Château de Chalendrat, à Mirefleurs (vers 1770-1780)
- Immeuble au 1, place Francis-Ponge à Clermont (1782)
- Hôtel au 20, place d’Espagne à Clermont (vers 1788)

## Autres attributions possibles
- À Clermont : les immeubles des 22, place d’Espagne, 38, avenue des États-Unis, 11-13, 40 et 42, rue des Gras, 14, place de Jaude, 19, rue Philippe-Marcombes, 4, place Notre-Dame-du-Port, 5, rue Pascal, 3-5, 4, 7-9, 32 et 67 rue du Port
- À Issoire : hôtel 9, place de la République
- À Maringues : maison 10, rue Baudet-Lafarge
- À Thiers : immeuble 1, rue du Palais